# Флаг Башкирской АССР
Госуда́рственный флаг Башки́рской АССР — официальный символ Башкирской АССР, согласно статье 158 Конституции Башкирской АССР. Имел статус государственного флага. См. «Положение о государственном флаге Башкирской Автономной Советской Социалистической Республики», утвержденное Указом Президиума Верховного Совета Башкирской АССР от 16 января 1956 года (в ред. Указов Президиума ВС Башкирской АССР от 04.06.1981 № 6-2/143, от 31.08.1984).
Описание флага:

Государственным флагом Башкирской Автономной Советской Социалистической Республики в соответствии со статьей 158 Конституции Башкирской АССР является Государственный флаг РСФСР, представляющий собой красное прямоугольное полотнище со светло-синей полосой у древка во всю ширину флага, которая составляет 1/8 длины флага. В левом верхнем углу красного полотнища изображены золотые серп и молот и над ними красная пятиконечная звезда, обрамленная золотой каймой, а под ними золотыми буквами помещается надпись «Башкирская АССР» на русском и башкирском языках. Отношение ширины флага к его длине — 1:2.
Серп и молот вписываются в квадрат, сторона которого равна 1/4 ширины флага. Острый конец серпа приходится по середине верхней стороны квадрата, рукоятки серпа и молота упираются в нижние углы квадрата. Длина молота с рукояткой составляет 3/4 диагонали квадрата.
Пятиконечная звезда вписывается в окружность диаметром в 1/8 ширины флага, касающуюся верхней стороны квадрата.
Расстояние вертикальной оси звезды, серпа и молота от древка равняется 2/5 ширины флага. Расстояние от верхней кромки флага до центра звезды — 1/8 ширины флага.
Надписи «Башкирская АССР» на русском и башкирском языках размещаются горизонтально в две строки одна под другой ниже рукоятки серпа и молота на 1/16 ширины флага и не достигая нижней кромки флага на 1/3 ширины флага.— http://www.ufa.regionz.ru/index.php?ds=39902
Согласно «Положению…» Государственный флаг Башкирской АССР поднимался:

1) на зданиях, где проводятся сессии Верховного Совета Башкирской АССР или сессии местных Советов народных депутатов Башкирской АССР — на весь период сессии;
2) на зданиях Президиума Верховного Совета Башкирской АССР, Совета Министров Башкирской АССР, исполнительных комитетов местных Советов народных депутатов Башкирской АССР — постоянно;
3) на зданиях министерств, государственных комитетов и ведомств, других государственных и общественных органов Башкирской АССР, предприятий, учреждений и организаций республиканского и местного подчинения, а также на жилых домах — 23 февраля, 8 марта, 22 апреля, 1 и 2 мая, 9 мая, 1 сентября, 7 октября, 7 и 8 ноября, 30 декабря. Государственный флаг Башкирской АССР разрешается поднимать на указанных в настоящем пункте зданиях и в другие праздничные и памятные дни;
(в ред. Указа Президиума ВС Башкирской АССР от 31.08.1984)
4) по распоряжению Совета Министров Башкирской АССР.
Государственный флаг Башкирской АССР может быть поднят также при церемониях и других торжественных мероприятиях, проводимых государственными и общественными органами, предприятиями, учреждениями и организациями.— http://www.ufa.regionz.ru/index.php?ds=39902
Положение регулировало соотношение флагов БАССР, РСФСР и СССР:

При поднятии Государственного флага Башкирской АССР одновременно с Государственным флагом СССР и Государственным флагом РСФСР размер Государственного флага Башкирской АССР не может быть больше размеров Государственного флага СССР и Государственного флага РСФСР.— http://www.ufa.regionz.ru/index.php?ds=39902

Флаг Автономной Башкирской ССР 1925 года
Флаг Башкирской АССР 1937 года
Флаг Башкирской АССР 1938 года